# NID (Stargate)
L'NID (o National Intelligence Division) è un'agenzia ombra d'intelligence della serie televisiva di fantascienza Stargate SG-1. È un'agenzia indipendente simile alla CIA o all'NSA ma con una condotta ancor più discutibile, paragonabile a quella della Sezione 31 di Star Trek.
L'NID ufficialmente è la sezione civile del Comando Stargate (SGC) ma in realtà è composto da militari. La politica dell'NID è aggressiva ed irrispettosa dei trattati stipulati e causa tensioni con le razze aliene. I componenti dell'NID sono favorevoli alle missioni Black-Ops, ovvero il furto della tecnologia aliena, sia su pianeti che nell'Area 51. Ufficialmente questi furti vengono fatti per la protezione della Terra, ma in realtà il loro scopo è quello di creare nuovi brevetti per arricchire la multinazionale di turno. L'NID ha agganci politici molto influenti, come il senatore Robert Kinsey. I suoi agenti di punta sono stati:
- Harry Maybourne: agente senza scrupoli, accusato di alto tradimento per aver venduto segreti militari dello stargate ai russi[3]. Inspiegabilmente ci fu un cambio radicale nel suo stile di vita. Nella puntata "Misure disperate - 5.11" l'aiuto di Harry Maybourne fu fondamentale per trovare e salvare Samantha Carter.
- Frank Simmons: spietato e senza scrupoli, ha ripetutamente cercato di interferire con gli addetti dell'SGC[4]. Frank Simmons aiutò un Goa'uld a scappare, cercò di catturare un Asceso di nome Orlin[5], rubò e tentò la fuga attraverso il Prometeo, la prima nave spaziale totalmente di progettazione umana. Morì nello spazio dopo una colluttazione con il colonnello Jack O'Neill e Teal'c, essendo diventato ospite dello stesso Goa'uld che aiutò a scappare[6].

Spesso l'NID cercò di togliere il comando dell'SGC al generale George Hammond.